# مصطفى الأسدي
مصطفى الأسدي مواليد 1950 (بالإنجليزية: Mostafa Assadi)‏ هو عالم نبات إيراني.